# Búhos de Hermosillo FC
Búhos de Hermosillo FC ist ein Fußballverein mit Sitz in Hermosillo, der Hauptstadt des mexikanischen Bundesstaates Sonora. Seine Heimspielstätte ist das rund 22.000 Zuschauer fassende Estadio Héroe de Nacozari.

## Geschichte
Die Búhos (span. für Uhus) wurden Anfang 2004 gegründet und erhielten einen Startplatz in der viertklassigen Tercera División, die sie in der Apertura 2006 durch einen Finalsieg gegen den Potros de Hierro FC (0:2 und 4:0) gewannen. Damit verbunden war der Aufstieg in die drittklassige Segunda División, wo die Búhos zunächst in der Saison 2007/08 der Zona Occidente zugeordnet waren und nach der Ligareform ab der Saison 2008/09 in der Gruppe Nord der Liga Premier de Ascenso vertreten waren. Nachdem die Segunda División im Sommer 2011 erneut verändert und die Anzahl der beteiligten Mannschaften radikal reduziert wurde, verloren die Búhos ihren Platz in der Liga und sind seit der Saison 2011/12 nicht mehr im Profifußball vertreten.

## Erfolge
- Meister der Tercera División: Apertura 2006

## Logos